# アリアンスペース
アリアンスペース (Arianespace) は、欧州各国がArianeGroupで開発・実用化したアリアンロケットの打上げを実施するために共同で設立した企業である。

## 概要
欧州12カ国の53社が出資して1980年3月26日に設立した。企業の国籍別の出資比率は、フランス57%、ドイツ19%、イタリア7%、ベルギー4%などとなっており、本社は出資比率が最大のフランス、クールクーロンヌにおかれる。
アリアンスペースはロケット打ち上げ専門の会社であり、製造は別の会社ArianeGroupが行っている。ここが、ロケットの製造から打ち上げまでを一手に引き受けている三菱重工業などとは大きく違うところである。
アリアンロケットシリーズ、特にアリアン4の商業ベースの成功により、世界の人工衛星打ち上げにおいて約半分のシェアを持つようになった。その後、ロシア・中国・日本の商用打上げ市場への参入、アメリカの民間企業による有力なロケットの開発など競合が激しくなってきたため、より大型のアリアン5の開発と運用を開始し、国際的な商用打ち上げの受注競争を勝ち抜き続けている。
また、ロシア宇宙機関との合弁企業スターセム社を通じて、ソユーズロケットで中型衛星の打上げも行っており、すでに2000年にはカザフスタンのバイコヌール宇宙基地からESAの科学衛星クラスター2×4基の打上げに成功している。また、ギアナ宇宙センターにソユーズの打上げ施設を建設し2011年から打ち上げを行っている。さらに、主力のアリアンを補完する打上げシステムとして、小型・低軌道衛星用のヴェガの商用打上げを2012年から開始した。
2007年4月に、日本の三菱重工業およびアメリカのシーローンチと、ロケットのバックアップ使用についての協定を結んだ。これはどこかの会社が引き受けた人工衛星打ち上げが、何らかの理由で打ち上げ延期を余儀なくされた場合、大幅な遅れを避けるために他の会社が各々の持っているロケットで打ち上げるものであった。
2022年4月、アリアンスペースとAmazon.comは、開発中のアリアン6ロケットで「プロジェクト・カイパー」の低軌道衛星を18回打ち上げる契約したことを発表した。

## 組織
アリアンスペースの株主は10ヶ国、24にわたる。
- CNES (34%)
- EADS (30%)

| 国           | 株主 | 資本           |
| ------------ | ---- | -------------- |
| ベルギー     | 3    | 3.15%          |
| デンマーク   | 1    | 取るに足りない |
| フランス     | 7    | 60.12%         |
| ドイツ       | 2    | 18.62%         |
| イタリア     | 2    | 9.36%          |
| オランダ     | 1    | 1.82%          |
| ノルウェー   | 1    | 0.10%          |
| スペイン     | 3    | 2.01%          |
| スウェーデン | 2    | 2.30%          |
| スイス       | 2    | 2.51%          |

全部で99.99%
経営陣の構成:
| 職                           | 氏名                   |
| ---------------------------- | ---------------------- |
| CEO & 議長                   | Jean-Yves Le Gall      |
| 品質部門の副社長             | Gérard Gradel          |
| 計画部門の上級副社長         | Patrick Bonguet        |
| 販売部門の上級副社長         | Philippe Berterottière |
| 総合秘書、金融部門上級副社長 | Françoise Bouzitat     |
| 技術部門の上級副社長         | Édouard Perez          |

支店
| 場所               | 支店長             |
| ------------------ | ------------------ |
| エヴリー, フランス | Jean-Yves Le Gall  |
| アメリカ合衆国     | Clayton Mowry      |
| 東京, 日本         | Jean-Louis Claudon |
| シンガポール       | Richard Bowles     |

2006年7月1日の時点でフランスの本社、フランス領ギアナの打ち上げセンター、ワシントンD.C、シンガポール、東京で271人の従業員がいる。

## ローンチ・サービス・アライアンス
2003年、7月アリアンスペースはボーイング・ローンチ・サービシーズと三菱重工とローンチ・サービス・アライアンスを締結した。ローンチ・サービス・アライアンスはアリアンスペース社のアリアンロケット、ボーイング社のシーローンチ、三菱重工のH-IIAロケットで構成される。顧客の合意があればこれらの3機種のロケットを相互に最大限に柔軟的に活用する事により軌道へ投入する事を目指す。これはエアラインの"コードシェアリング"に相当するものである。